# Wyspy Świętego Tomasza i Książęca na Mistrzostwach Świata w Lekkoatletyce 2019
Wyspy Świętego Tomasza i Książęca na Mistrzostwach Świata w Lekkoatletyce 2019 – reprezentacja Wysp Świętego Tomasza i Książęcej podczas mistrzostw świata w Doha liczyła tylko jedną zawodniczkę.

## Skład reprezentacji

### Kobiety
| Zawodniczka   | Konkurencja   | Eliminacje | Eliminacje | Półfinał | Półfinał | Finał | Finał   |
| Zawodniczka   | Konkurencja   | Wynik      | Pozycja    | Wynik    | Pozycja  | Wynik | Pozycja |
| ------------- | ------------- | ---------- | ---------- | -------- | -------- | ----- | ------- |
| Gorete Semedo | bieg na 100 m | 12,17 s    | 44.        | NQ       | NQ       | NQ    | NQ      |